# 河合村 (岐阜県吉城郡)
河合村（かわいむら）は、岐阜県吉城郡にあった村である。2004年（平成16年）2月1日に周辺町村と合併して飛騨市となった。

## 地理
岐阜県北部に広がる飛騨高地北部の豪雪地帯に位置し、富山県と接する村である。
村全域が険しい山地であり、特に南西部の山々の標高が高く、宮川が流れる北東端が最も低い。
面積の94.3%が山林である。
南隣の大野郡清見村を源流とする小鳥川が南から流れ、跡津川断層沿いで東に向きを変えて村の中央部を流下する。
村南部を水源とする稲越川が村の東部を流れ、小鳥川と合流したのち宮川に流入している。
これらの河川沿いの標高817mから430mにかけて小規模な河岸段丘が分布しており、その上に集落と耕地が点在している。
合流点近くの小鳥川沿いが村の中心であり、村役場が立地していた。
1999年（平成11年）の年間平均気温は10.6度、年間降水量は2,216mm、年間降雪量は410cmである。
- 山: 高登山、籾糠山、御前岳、栗ヶ岳、水無山
- 河川: 宮川、小鳥川、稲越川
- 湖沼: 下小鳥ダム（下小鳥湖）

### 隣接していた自治体
- 岐阜県
  - 吉城郡古川町宮川村
  - 大野郡白川村、清見村
- 富山県
  - 婦負郡八尾町
  - 東礪波郡利賀村

## 歴史
- 1875年（明治8年）1月23日 - 18の村が合併して発足。
- 1889年（明治22年）7月1日 - 町村制により吉城郡河合村が村制施行。
- 1934年（昭和9年）10月25日 - 国鉄高山線角川駅が開業。
- 1957年（昭和32年）12月 - 冬季自動車交通のため村有ブルドーザーを配備。
- 1970年（昭和45年）
  - 8月 - 下小鳥ダム、発電所の工事が開始される（1973年完成）。
  - 8月25日 - 江戸時代以来未画定であった小白木峰西方の富山県婦負郡八尾町（現・富山県富山市）との県境が確定。
- 1971年（昭和46年） - 村営バスの運行開始。
- 1983年（昭和57年）12月 - 飛騨かわいスキー場開業。
- 2000年（平成12年）8月 - 「友雪館」完成。
- 2004年（平成16年）2月1日 - 古川町、宮川村、神岡町と合併し飛騨市が発足。同日河合村廃止。

### 人口の推移
1960年 3,733人 (9.0%)
1970年 2,815人 (10.8%)
1980年 1,878人 (15.0%)
1990年 1,612人 (20.9%)
1995年 1,450人 (24.8%)
かっこ内は65歳以上人口の比率。国勢調査。

## 産業
地勢的に単作の農業に適していなかったため、古くから林業・工業の要素を取り入れた複合産業がなされていた。
冬に作られ、今も続いている手漉き和紙（山中和紙）はその産物である。
1970年代からしばらく繊維産業が栄えたが、不況に遭い衰えた。20世紀末までに米の作付けは減り、養蚕はなくなった。現在は肉牛生産が村の経済の主柱である。
漁業では下小鳥ダム湖における淡水魚養殖、農業では野菜や花卉の施設栽培、きのこの栽培がある。
食品工業ともなる山菜加工、山林体験施設やスキー場を中心にした観光業もある。
かつては金鉱山（金生鉱山）があり、1932年（昭和7年）4月6日には、崩壊により11人が死傷する事故も発生した。

## 教育
- 河合村立河合中学校
- 河合村立河合小学校

### 2004年以前に廃校となった小中学校
- 河合村立羽根中学校（1962年廃校）
- 河合村立保中学校（1962年廃校）
- 河合村立元田中学校（1962年廃校）
- 河合村立稲越中学校（1962年廃校）
- 河合村立角川中学校（1962年廃校）
- 河合村立羽根小学校（1965年廃校）
- 河合村立保小学校（1969年元田小保分校となり、1971年廃校）
  - 河合村立保小学校横谷分校（1969年元田小横谷分校となり、1970年廃校）
  - 河合村立保小学校舟原分校（1969年元田小舟原分校となり、1973年廃校）
- 河合村立元田小学校（1983年廃校）
- 河合村立角川小学校（1992年廃校）
  - 河合村立角川小学校二ツ屋冬季分校（1967年廃校）
- 河合村立稲越小学校（1992年廃校）

## 交通

### 鉄道路線
- JR高山本線 - 角川駅

### 道路
- 高速道路
  - 村内には高速道路のインターチェンジはなかった。ただし、1990年代から東海北陸自動車道の工事が進められていた。飛騨市成立後の2008年（平成20年）7月5日には旧村域の南西部の下小鳥湖西岸から籾糠山を貫く飛驒トンネルを含む区間が開通し、同時に飛驒河合パーキングエリアが開設された。さらに2008年（平成20年）7月5日から同年11月30日までの間、ETC搭載車専用の飛驒河合スマートインターチェンジが同エリア内に開設されていた。

- 一般国道
  - 国道360号 - 村内を東西に横断している。白川村との境は天生峠である。
  - 国道471号 - 村の北部、富山県から入る。途中の二ツ屋地内で楢峠を越える。国道41号経由で飛騨の中心都市である高山市に通じている。
  - 国道472号 - 村内の全区間、国道471号と重複。

- 主要地方道
  - 岐阜県道34号利賀河合線
  - 岐阜県道75号神岡河合線

- 一般県道
  - 岐阜県道478号清見河合線
  - 岐阜県道482号稲越角川停車場線

## 名所・旧跡・観光スポット・祭事・催事
- 飛騨かわいスキー場
- 友雪館
- 専勝寺 - 『あゝ野麦峠』の主人公、政井みねの墓がある。
- 神明神社
- 白山神社
- 富士神社